# فرودگاه آبی لک تریوت
فرودگاه آبی لک تریوت (به انگلیسی: Lac Trévet Water Aerodrome) یک فرودگاه همگانی است که یک باند فرود آب دارد. این فرودگاه در کشور کانادا قرار دارد و در ارتفاع ۴۳۳ متری از سطح دریا واقع شده است.